# Compsidia
Compsidia is een kevergeslacht uit de familie van de boktorren (Cerambycidae). De wetenschappelijke naam van het geslacht werd voor het eerst geldig gepubliceerd in 1839 door Mulsant.

## Soorten
Compsidia omvat de volgende soorten:
- Compsidia gilanense Shapovalov, 2013
- Compsidia moesta (LeConte, 1850)
- Compsidia populnea (Linnaeus, 1758)